# Morti di salute
Morti di salute (The Road to Wellville) è un film del 1994 diretto da Alan Parker.
Il film è un adattamento dell'omonimo romanzo di T. Coraghessan Boyle che si ambienta nella clinica realmente esistita di John Harvey Kellogg, inventore dei corn flakes Kellogg's.

## Trama
Agli inizi del XX secolo William ed Eleanor Lightbody, una giovane coppia di sposi, decidono di recarsi alla clinica del dottor Kellogg per riuscire a superare una crisi nella quale si trovano. Nella clinica vengono sottoposti a diete vegetariane, astinenza sessuale, trattamenti con moderne macchine elettriche e altri stravaganti rimedi medici come clisteri e operazioni chirurgiche. Nonostante l'inutilità dei rimedi alla fine i coniugi riusciranno a superare la crisi. Parallelamente, lo spiantato Charles Ossining cerca di lanciare un nuovo marchio di corn flakes, assieme a un socio di dubbia affidabilità e al figlioccio squilibrato di Kellogg.

## Colonna sonora
La colonna sonora, composta principalmente da Rachel Portman, premio oscar per la migliore colonna sonora nel 1997 per il film Emma, è stata pubblicata in formato CD da Varèse Sarabande per il mercato statunitense e tedesco nel 1994. Tra le tracce sono presenti anche tre differenti versioni del brano Where The Spirits Soar, composto da Jake Parker, figlio del regista Alan; il Valzer dei fiori, tratto da Lo schiaccianoci, di Pëtr Il'ič Čajkovskij; un'aria da Rigoletto di Giuseppe Verdi.

## Accoglienza

### Incassi
Il film ha incassato un totale di $ 6 562 513, a livello internazionale.

### Critica
All'uscita del film in italia, Alessandra Levatesi de La Stampa, scrive: "Del materiale tratto dal romanzo omonimo (Bompiani) di T. Coragghessan Boyle [...]  il regista Alan Parker fa polpette, insistendo sugli aspetti volgarotti e ripugnanti delle situazioni che si susseguono sullo schermo."
Fabio Bo, de Il Messaggero afferma: "Morti di salute ricostruisce con grande competenza scenografica, con belle sequenze collettive e costumi eccentrici l'aria serena dell'epoca (e del sanatorio più pazzo del mondo). Ma, complessivamente, il film sbanda nella facile allegoria sul salutismo d'oggidì, il set è un florilegio troppo serrato di sarcasmi, la farsa arruffata s'involgarisce e Anthony Hopkins che indossa dentoni da coniglio pare un Hannibal the Cannibal travestito da Bugs Bunny."
Michele Anselmi, sulle pagine de l'Unità: "In realtà Morti di salute non sa bene che strada prendere e che registro scegliere. Ne esce una commedia corale sopra le righe, accuratissima nella ricostruzione d'ambiente ma stilisticamente sfasata. Siamo, insomma, dalle parti di Pierino, seppure in una cornice hollywoodiana ultra smaltata. E tuttavia i numerosi riferimenti alle funzioni corporali, ai visceri infettati e agli organi eccitati sono la cosa più divertente del film, perchè il "messaggio" è la presa in giro della fitness, la mania delle diete è proprio non arriva a segno."
Ancora, Roberto Nepoti su la Repubblica: "Si intravede un tentativo di satira alla Chaplin di Tempi moderni: ma l'accostamento è crudele per Parker. Da una parte, infatti, Morti di salute lascia insoddisfatto l'appetito dello spettatore mentre dall'altra, il regista spinge troppo sul pedale del grottesco, componendo una specie di "horror sanitarium show" caricaturale che priva i personaggi di qualsiasi possibilità di spessore, figurarsi poi d'identificazione.Vegetariani e aerobici non cambieranno idea per questo."

## Riconoscimenti
- 1994 - British Society of Cinematographers
  - Candidatura alla miglior fotografia a Peter Biziou
- 1995 - Chicago Film Critics Association Award
  - Candidatura al miglior attore non protagonista ad Anthony Hopkins
- 1994 - Tokyo International Film Festival
  - Candidatura al Tokyo Grand Prix ad Alan Parker